# Jerichow
Jerichow (phát âm tiếng Đức: [ˈjeːʁɪço]) là một đô thị thuộc huyện Jerichower Land, bang Sachsen-Anhalt, Đức. Đô thị Jerichow có diện tích 269,91 km², dân số thời điểm ngày 31 tháng 12 năm 2006 là 7702 người. 